# جکسن (لوئیزیانا)
جکسن (به انگلیسی: Jackson) شهری در ایالت لوئیزیانا کشور ایالات متحده آمریکا است که جمعیت آن در سرشماری سال ۲۰۱۰ میلادی، ۳٬۸۴۲ نفر بوده‌است.